# Meilu
Meilu (chinesisch 美露, Pinyin Měilù – „schöner Hirsch“) war eine Automarke aus der Volksrepublik China. Es gibt auch die Schreibweise Meiluo.

## Markengeschichte
Jiangbei Machinery Works aus Jilin führte die Marke 1987 ein. Vertrieben wurden Automobile. Das Unternehmen gab 2002 den Markennamen ab, als es fusionierte. JM Star nutzte ihn bis 2003, bis dieses Unternehmen übernommen wurde. Shanghai Maple im Besitz von Geely erwarb die Marke, nutzte sie aber nicht.

## Fahrzeuge
1987 erschien der JJ 720, der später in JJ 7050 und JJ 7060 umbenannt wurde. Er basierte auf dem Subaru Rex. Genannt werden ein Zweizylindermotor von Liuzhou mit 644 cm³ Hubraum und 21 kW Leistung sowie ein Dreizylindermotor von Daihatsu mit 846 cm³ Hubraum und 30 kW Leistung. Die Fahrzeuge waren 3195 mm lang, 1395 mm breit und 1420 mm hoch. Der Radstand betrug 2295 mm. Die stärkere Variante hatte ein Leergewicht von 630 kg. Shenjian bot das gleiche Modell an.
Als JJ 7090 wurde der Opel Corsa B vermarktet. Er wurde in Form von CKD-Bausätzen importiert und montiert. In diesem Zusammenhang werden neben Jilin Jiangbei Machinery Plant (zuständig für Montage) noch Jiangmen Guangdong Industry and Trade Company (für Import und Verkauf) sowie Guangdong Holdings Limited (für Finanzierung) genannt. Eine zweite Quelle bestätigt die Montage, während eine weitere nur den Verkauf nennt. Einige Quellen geben nur einen ungefähren Zeitraum an, aber eine Quelle legt sich auf die Zeit von 1993 bis 1996 fest. Die Montage fand in einem Werk in Jiangmen in der Provinz Guangdong statt. Eine andere Quelle meint, es war ein Unternehmen aus Shenzhen.
Außerdem wurde der Kia Sephia als JJ 7150 montiert. Eine Quelle gibt dafür die Zeit von 1995 bis 1996 an. Für die Montage des Nissan Sunny als JJ 7091 ist keine Bauzeit bekannt.
Zwischen 2002 und 2003 entstanden drei Modelle auf Basis des Citroën ZX. Dies waren JJ 7130, JJ 7131 und JJ 7132. TJ Innova Engineering & Technology war am Design beteiligt.